# Nina Kojima
Nina Kojima [nína kodžíma] (rojena Simonič), britansko-slovenska filmska režiserka, scenaristka in nekdanja novinarka, * 16. marec 1974, Ljubljana
Bila je dopisnica RTV Slovenija iz Londona, kjer živi od leta 2003.  Ima svoje produkcijsko podjetje Partisan Media. Kot dopisnica je delala do leta 2018, nato pa se znova vrnila leta 2023. Pogodbo je imela sicer sklenjeno do konca 2024, a jo je novo vodstvo RTV Slovenija konec decembra 2023 obvestilo, da prekinja sodelovanje z njo. Kot razlog naj bi ji vodilni v ustanovi navedli tudi, da se je »na RTV vrnila z napačnimi ljudmi.«

## Izobrazba
Obiskovala je Osnovno šolo Majde Vrhovnik in Gimnazijo Ledina. Diplomirala je iz filozofije in sociologije kulture na Filozofski fakulteti v Ljubljani. Za režiserko se je izšolala na MET Film School, zasebni šoli, ki deluje v okviru londonskega produkcijskega podjetja Ealing Studios. Na Univerzi v Glasgowu pripravlja doktorat iz filozofije na temo etike vesoljskega raziskovanja.

## Kariera
V mladosti se je preizkusila kot otroška igralka in fotomodel. Novinarsko pot je začela na Valu 202. Tam je bila tudi komentatorke glasbene prireditve EMA. Piše za revijo Space Flight. Želela je postati astronavtka, pa so jo zavrnili, ker nima naravoslovne izobrazbe.

## O britanski kraljevi družini
Meghan Markle je označila za predstavnico lumpenproletariata, ki ni bila zelo znana igralka oz. zvezda, kot Grace Kelly. Meni, da očitno zahteva več pozornosti, kot so ji jo Britanci pripravljeni dati ter da zaradi svojega tako grdega govorjenja o kraljevi družini britanska javnost ne bo več sprejela. Kralj Karel III. se ji zdi primeren naslednik zaradi svojih stališč glede okoljevarstva in ogrevanja ozračja.

## Zasebno
Odraščala je v Ljubljani. Visoka je 178 centimetrov. V medijih so jo omenjali kot partnerico Dejana Steinbucha in tesno prijateljico Jaše Drnovška. Ne razmišlja o vrnitvi v Slovenijo.

### Družina
Njen mož je Tosh Kojima, britanski investicijski bančnik japonskega rodu. Poroka je bila na gradu Brdo pri Kranju. Dokončno se je preselila iz Slovenije k njemu v London, ko se je naveličal njene pogoste odsotnosti in ji je zato postavil ultimat. Takrat je bila prvič noseča. Rodila je tri otroke: Aysho (2003), Baby (2006) in Mei (2007), drugi otrok je umrl v prvem letu starosti. Mlajša Mei je dobila ime po junakinji animeja Moj sosed Totoro (1989).

## Filmografija
- Libido (kratki komični, GB, 2017); scenarij in režija
- Neločljivi (kratki dokumentarni, SLO, 2020); kot nastopajoča
- Three Little Hearts (kratki dramski, GB, 2019); kot nastopajoča, scenaristka in režiserka
- Brexit Through The Non-Political Glass (celovečerni dokumentarni, GB in SLO, 2021); kot nastopajoča, scenaristka in režiserka – posebni program Festivala slovenskega filma 2021